# Asymptote
Asymptote는 Andy Hammerlindl, John C. Bowman (University of Alberta), Tom Prince가 개발한 서술형 벡터 그래픽스 언어이다. 테크니컬 드로잉을 위한 자연 좌표 기반 프레임워크를 제공한다. Asymptote는 모든 주요 플랫폼(유닉스, 맥 OS, 마이크로소프트 윈도우)에서 실행된다. GNU 약소 일반 공중 사용 허가서(LGPL)로 배포되는 자유 소프트웨어이다.

## 예시
Asymptote를 사용하여 단위 계단 함수 그래프를 그리는 예시이다.
```
import
 
graph
;

import
 
settings
;

outformat
=
"pdf"
;

size
(
300
,
300
);

// Function.

real
[]
 
x1
 
=
 
{
-
1.5
,
0
};

real
[]
 
y1
 
=
 
{
0
,
0
};

real
[]
 
x2
 
=
 
{
0
,
1.5
};

real
[]
 
y2
 
=
 
{
1
,
1
};

draw
(
graph
(
x1
,
y1
),
red
+
2
);

draw
(
graph
(
x2
,
y2
),
red
+
2
);

draw
((
0
,
0
)
--
(
0
,
1
),
red
+
1.5
+
linetype
(
"4 4"
));

fill
(
 
circle
((
0
,
1
),
0.035
),
 
red
);

filldraw
(
 
circle
((
0
,
0
),
0.03
),
 
white
,
 
red
+
1.5
);

// Axes.

xaxis
(
 
Label
(
"$x$"
),
 
Ticks
(
new
 
real
[]{
-
1
,
-
0.5
,
0.5
,
1
}),
 
Arrow
);

yaxis
(
 
Label
(
"$y$"
),
 
Ticks
(
new
 
real
[]{
0.5
,
1
}),
 
Arrow
,
 
ymin
=-
0.18
,
 
ymax
=
1.25
);

// Origin.

labelx
(
"$O$"
,
0
,
SW
);

```

위의 코드는 다음의 PDF 출력을 생성한다.

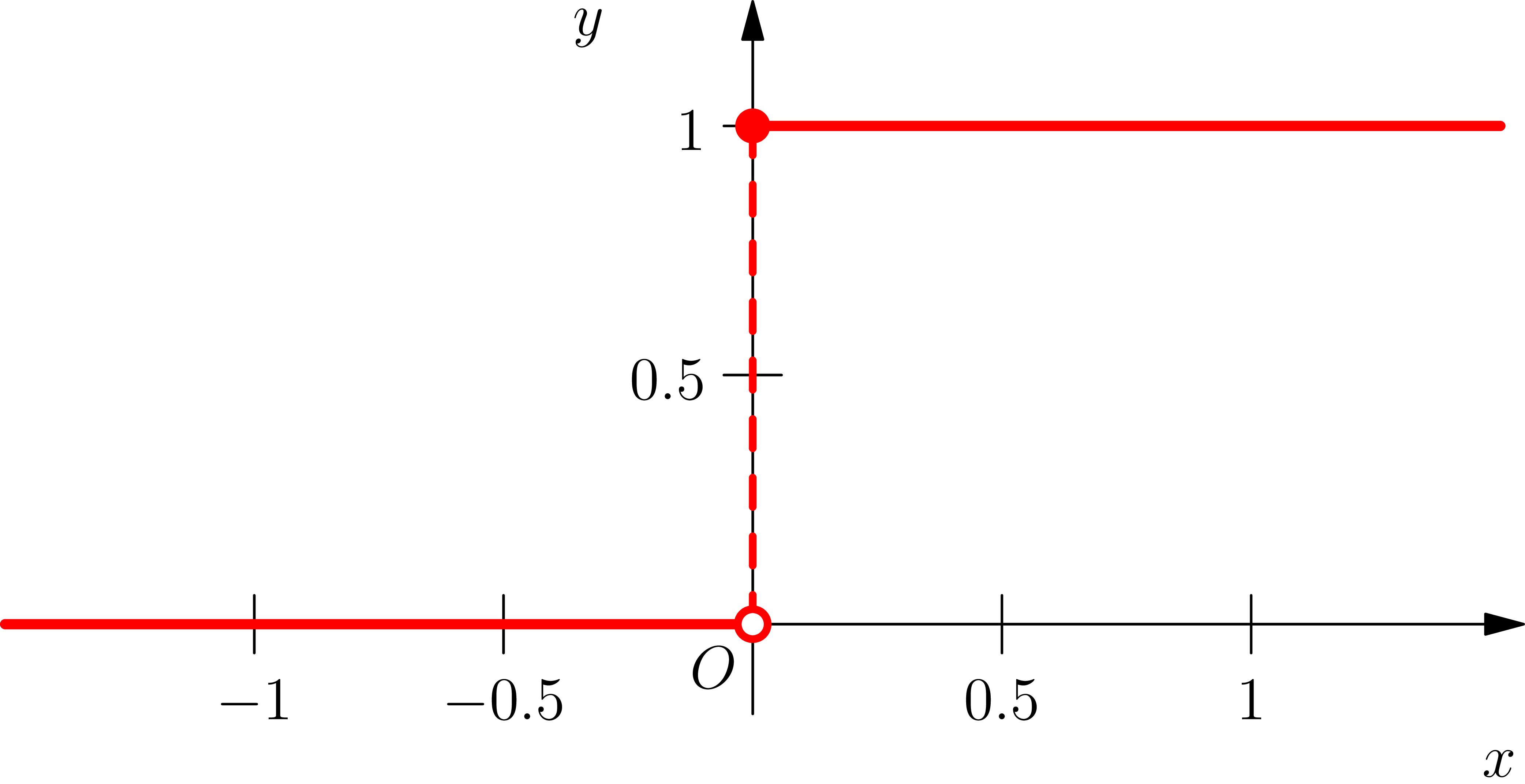
Asymptote 예시 코드를 컴파일한 결과물

## 같이 보기
- 지오지브라